# Tucker Murphy
Tucker Murphy (* 21. Oktober 1981 in Dallas) ist ein bermudischer Skilangläufer.

## Werdegang
Murphy tritt seit 2005 bei FIS-Rennen und kontinentalen Skilanglaufwettbewerben an. Bei den Olympischen Winterspielen 2010 in Vancouver erreichte er den 88. Platz über 15 km Freistil. Es war dies die erste Teilnahme eines bermudischen Skisportlers an Olympischen Winterspielen. Bei den Olympischen Winterspielen 2014 in Sotschi belegte er den 84. Platz über 15 km klassisch und bei den Olympischen Winterspielen 2018 in Pyeongchang den 104. Platz über 15 km Freistil.
Sein bisher letztes internationales Rennen bestritt Murphy 2019 bei den Weltmeisterschaften in Seefeld in Tirol, wobei er die Qualifikation für das Rennen über 15 km Freistil verpasste. Danach ist er nicht mehr als Skilangläufer in Erscheinung getreten.

## Privates
Murphy studierte Zoologie am Merton College.

## Erfolge

### Olympische Winterspiele
- Vancouver 2010: 88. 15 km Freistil
- Sotschi 2014: 84. 15 km klassisch
- Pyeongchang 2018: 100. 15 km Freistil

### Weltmeisterschaften
- Seefeld 2019: DNQ 15 km klassisch

### Australian New Zealand Cup
- 2 Platzierungen unter den besten 30

### Weitere Erfolge
- Eine Platzierung unter den besten 10 bei einem FIS-Rennen